# War and Peas
War and Peas ist ein Comicstrip des deutschen Duos Elizabeth Pich und Jonathan Kunz.
Die Künstler lernten sich beim Studium an der HBKsaar kennen. Geprägt waren beide vom amerikanischen bzw. britischen Humor. Die War-and-Peas-Strips wurden 2011 als englischsprachiger Webcomic gestartet und liegen seit 2020 auch in Buchform vor.

## Inhalt
Der Comic präsentiert skurrile Alltagsgeschichten und groteske Phantasmen mit überraschenden, schwarzhumorigen Pointen. Es gibt sprechende Tiere, Gegenstände und Naturerscheinungen sowie wiederkehrende Figuren wie der Sensenmann, ein Geist, ein Roboter und eine Hexe. Zeichnerisch wurde stark abstrahiert und flächig coloriert, so erscheinen menschliche Figuren meist nur mit einem kreisrunden Kopf mit Punkt-Augen und stilisierter Frisur und Kleidung.

### Wiederkehrende Figuren
- Schlampenhexe (Slutty Witch): Promiskuitive und wehrhafte Hexe
- Gevatter Tod (Grim Reaper): Sensenmann
- Roboter (Robot): Emotionaler Roboter
- Officer McSexy: Inkompetenter, muskulöser Polizist
- Gary: Geist eines verstorbenen Kindes
- Bob & Bob: Schwules Paar
- Lord Nibbles: Schwarze Katze der Hexe
- Hund (Dog): Ständig seinen Besitzer wechselnder Hund
- Timmy: Eine männliche Gottesanbeterin in der Pubertät
- Thirsty Scientist: Eine NASA-Mitarbeiterin, die ein sexuelles Verlangen nach Außerirdischen hat

## Veröffentlichung
Die mit Photoshop erstellten, jeweils Sonntags geposteten Comicstrips wurden ab 2011 über die eigene Website sowie über Facebook, Twitter und Reddit bekannt; bei Instagram erreichen sie über eine Million Follower. Mehrere Online- und Printmagazine veröffentlichen regelmäßig War and Peas-Comics, darunter die italienische Zeitschrift Internazionale, die seit 2018 jede Woche einen  neuen Strip veröffentlicht. Mehrere Fan-Accounts widmen sich auf sozialen Medien der Übersetzung der Comics in verschiedene Sprachen, u. a. Französisch, Spanisch und Russisch.
Über einen Kontakt durch den US-Zeichner Nick Seluk konnte 2020 das erste Buch "War and Peas – Funny Comics for Dirty Lovers" beim US-Verlag Andrews McMeel Publishing veröffentlicht werden. Es folgte eine deutschsprachige Version namens "Von Hexen und Menschen", übersetzt von Claudia Kern, bei Panini sowie eine spanische Ausgabe bei RBA. 2021 erschien eine französische Ausgabe bei First Éditions und 2023 eine italienische Ausgabe bei Edizioni BD.
2024 erschien das Buch "Once Upon a Workday" bei Andrews McMeel Publishing. Es enthält mehrere Kurzgeschichten, die in Reimform geschrieben wurden.
2023 erschien eine neue Comicsammlung unter dem Titel "Salut la terre" kurioserweise als Erstveröffentlichung auf Französisch bei dem Verlag Les Requins Marteaux aus Bordeaux. Bereits nach einer Woche war die erste Auflage ausverkauft. Das Buch wurde für den Prix Tournesol beim renommierten Festival International de la Bande Dessinée d’Angoulême nominiert. Im Februar 2025 erschien dann die deutsche Übersetzung unter dem Titel "Liebe Erde" bei dem Schweizer Verlag Edition Moderne. Für den April 2025 ist die Veröffentlichung der englischen Originalversion unter dem Titel "Hi, Earth" bei Andrews McMeel Publishing geplant.